# P11 (eiwit)

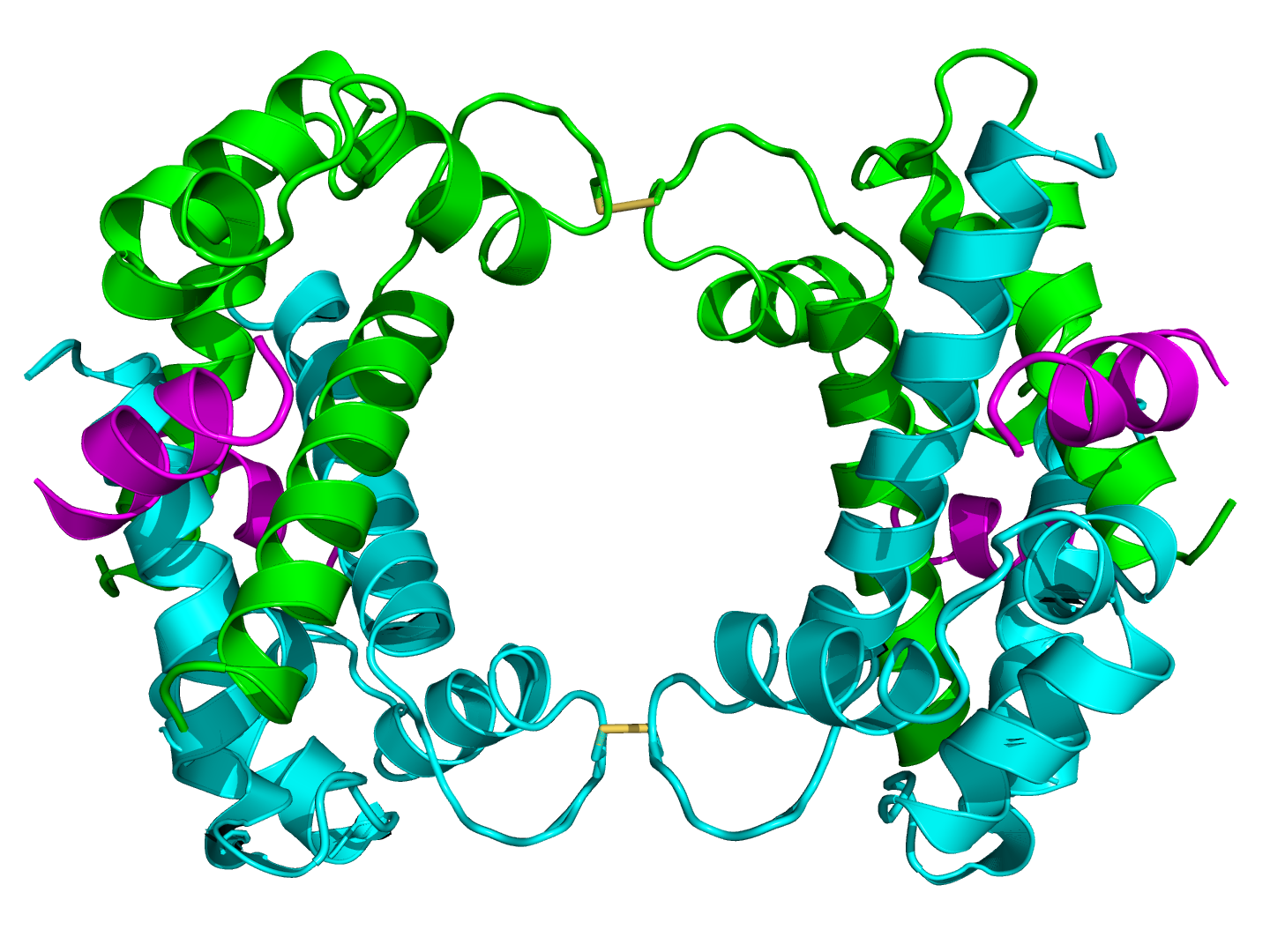
P11-structuur

P11 (ook bekend onder de namen S100A10 en C42) is een eiwit dat behoort tot de familie van S100-eiwitten. Het komt voor in de hersenen, hart, maag-darmkanaal, nieren, longen, milt, testes, epidermis, aorta en thymus van mensen en andere zoogdieren. Het speelt een rol bij het reguleren van de stemming en de pijngewaarwording.

## Depressie
Onderzoek bij muizen wijst uit dat p11 het aantal receptoren van het type 5-HT1B verhoogt. Dit is een van de receptoren voor serotonine, een neurotransmitter die van belang is voor onze stemming, en een rol speelt bij depressies. Volgens het onderzoek vertonen muizen waarbij het gen dat verantwoordelijk is voor de aanmaak van p11 onwerkzaam is gemaakt, meer depressieve verschijnselen. Postmortemonderzoek bij mensen heeft aangetoond dat in de hersenen van depressieve mensen minder p11 voorkomt.
Bij knaagdieren die werden behandeld met antidepressiva steeg de concentratie p11 in de hersenen. Deze experimenten leveren het bewijs voor de suggestie dat de interactie tussen 5-HT1B en p11 een rol speelt in de pathofysiologie van depressie.

## Pijn
Een verhoogd p11-niveau leidt bij ratten tot een toegenomen pijngewaarwording bij beschadiging van de n.ischiadicus. In een muismodel werd aangetoond dat acute en neuropathische pijn door p11 werden versterkt. Het had geen invloed op ontstekingspijn.